# تشارلز بي روجرز
تشارلز بي روجرز (بالإنجليزية: Charles P.  Rogers)‏ هو مصرفي أمريكي، ولد في 5 مايو 1829 في نيويورك في الولايات المتحدة، وتوفي في 17 ديسمبر 1917.